# Nierow
Nierow ist ein Ortsteil der Gemeinde Schollene im Osten des Landkreises Stendal in Sachsen-Anhalt.

## Geografie
Nierow, eine ehemalige Gutslage, liegt 2½ Kilometer nordwestlich von Schollene auf einer Moräneninsel am Nordrand des Naturschutzgebietes Schollener See im Land Schollene. Zum Ortsteil Nierow gehört der 1½ Kilometer nordwestlich gelegene Elshof, der im amtlichen Verzeichnis irrtümlich als Eishof bezeichnet wird.
Nachbarorte sind Mahlitz im Westen, der Elshof im Nordwesten, Molkenberg im Nordosten, Neumolkenberg und Schollene im Osten sowie Neuwartensleben im Südwesten.

## Geschichte

### Mittelalter bis Neuzeit
Als erste Erwähnung gilt die Nennung von Niecerim im Jahre 948.
Im Jahre 1782 wird ein Vorwerk Niero genannt, das Frau von Werder zu Karow gehörte und nach Alt-Scholläne eingepfarrt war. Es war ein Vorwerk des Rittergutes Schollene, dem die Bewohner von Nierow, die selbst kein Grundeigentum hatten, zu Dienstgeldzahlungen verpflichtet waren. Zwischen 1835 und 1840 kam das Gut Nierow in Besitz des Amtsmanns Wienkop in Wassersuppe. Er und sein Bruder ließen die Nierower Häuser erbauen. Der letzte Besitzer des Gutes bis zum Kriegsende war Paulsen.
Im Zuge der Bodenreform wurde das Gut 1945 aufgeteilt, 5 Neubauernhöfe entstanden. Nach Gründung der Landwirtschaftliche Produktionsgenossenschaft wurde nördlich des Gutes ein Schweineproduktionsbetrieb und ein Rinderstall errichtet. Im alten Gutshaus war die LPG-Küche untergebracht.
Vom einstigen Vorwerk steht nur noch das im 18. Jahrhundert errichtete inzwischen umgebaute einstöckige Wohnhaus.

### Andere Erwähnungen
Hanns H. F. Schmidt nennt in seinen „Wanderungen“ das Jahr 946 als erste Erwähnung von Nierow als Niecerim. Die Erwähnung von Niecurim in der Stiftungsurkunde des Bistums Havelberg ist zeitlich umstritten, da die Urkunde als Fälschung aus dem Mittelalter gilt. Ledebur nannte für das Jahr 946 die Lesarten Nicurini und Niecurim, jedoch nicht Niecerim. Er meinte, dass damit Niermark (Neuermark) östlich von Arneburg oder „auch das wüste Dorf und heutige Vorwerk Niero“ gemeint sein könnte. Eduard Jacobs bestätigte Ledburs Angaben, schreibt aber Niere, statt Niero.
Reischel behauptet, dass Riedel bei der Beschreibung der Urkunden das Bistums Havelberg „Nierow bei Schollene“ nennen würde. Riedel führt „Niro“ und „Melkow“ als  zu Cabelitz gehörig auf und verweist dabei auf Ledebur. Der Bearbeiter des Registers von Riedel Moritz Wilhelm Heffter schreibt „Niecormi oder Niecurim, Nieukerin“ könnte für „Niero“ stehen als ein „vergangenes Dorf im Magdeburgischen auf der Elbinsel bei Parey“.

### Burgwall und Wüstung Nierow
Auf einer Halbinsel des Nierower oder Schollener Sees befindet sich ein abgetragener slawischer Burgwall, der 1958 als Bodendenkmal erfasst wurde. Er wird auch als „Borchwall“ bezeichnet. Daneben befindet sich eine slawische Wüstung.

### Eingemeindungen
Das Gut Nierow gehörte früher zum zweiten Distrikt im Jerichowschen Kreis im Norden des Herzogtums Magdeburg. 1816 kam es zum Kreis Jerichow II, dem späteren Landkreis Jerichow II in der preußischen Provinz Sachsen.
Am 30. September 1928 wurde der Gutsbezirk Nierow mit der Landgemeinde Neuwartensleben vereinigt. Da am 20. Juli 1950 die Gemeinde Neuwartensleben in die Gemeinde Schollehne eingemeindet worden war, wird Nierow seitdem als Ortsteil von Schollene geführt.

### Herkunft des Ortsnamens
Aleksander Brückner deutet aus dem Namen Nierow die Silbe nyr als altslawisch „nyrati“ für „tauchen“. Zum Ortsnamensuffix -ow siehe hier.

### Einwohnerentwicklung
| Jahr | Einwohner |
| ---- | --------- |
| 1782 | [0]27     |
| 1818 | [0]41     |
| 1840 | [0]55     |
| 1864 | [00]54    |
| 1871 | 13        |
| 1885 | 95        |

| Jahr | Einwohner |
| ---- | --------- |
| 1895 | 46        |
| 1905 | 51        |
| 1910 | 37        |
| 2014 | [00]23    |
| 2017 | [00]24    |
| 2018 | [00]24    |

| Jahr | Einwohner |
| ---- | --------- |
| 2019 | [00]23    |
| 2020 | [00]25    |
| 2021 | [00]22    |
| 2022 | [0]20     |

Quellen: 1871 bis 1910 Unterlagen der Volkszählung

## Religion
Die evangelischen Christen aus Nierow gehören zur Kirchengemeinde Schollene, die früher zur Pfarrei Schollene gehörte. Sie wird heute betreut vom Pfarrbereich Schönhausen im Kirchenkreis Stendal im Propstsprengel Stendal-Magdeburg der Evangelischen Kirche in Mitteldeutschland.